# Kroket na Letních olympijských hrách 1900

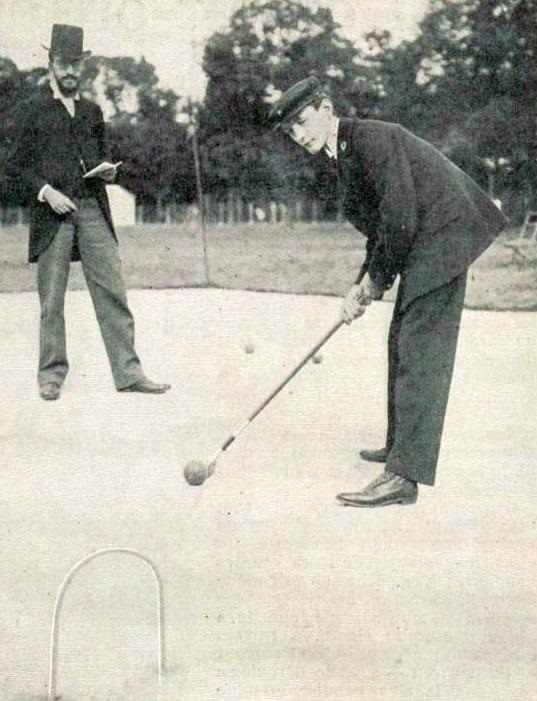
Turnaj v kroketu na LOH 1900

Turnaj v kroketu na Letních olympijských hrách 1900 byl jedinou oficiální soutěží tohoto sportu v rámci olympijských her. Na Letních olympijských hrách 1900 proběhly 28. června – 4. července tři soutěže, jednotlivců ve hře s jednou koulí, jednotlivců ve hře se dvěma koulemi a dvoučlenných družstev. Turnaje se zúčastnilo sedm mužů a tři ženy, z celkového počtu deseti hráčů jich devět pocházelo z Francie, poslední byl Belgičan. Všechny medaile získali francouzští sportovci.

## Medailisté
| Soutěž               | Zlato                                           | Stříbro                          | Bronz                              |
| -------------------- | ----------------------------------------------- | -------------------------------- | ---------------------------------- |
| jednotlivci, 1 koule | Gaston Aumoitte · Francie (FRA)                 | Georges Johin · Francie (FRA)    | Chrétien Waydelich · Francie (FRA) |
| jednotlivci, 2 koule | Chrétien Waydelich · Francie (FRA)              | Maurice Vignerot · Francie (FRA) | Jacques Sautereau · Francie (FRA)  |
| dvojice              | Francie (FRA) · Gaston Aumoitte · Georges Johin | neudělena                        | neudělena                          |